# Southern Hills NGL (трубопровід для ЗВГ)
Southern Hills NGL (трубопровід для ЗВГ) — трубопровідна система для транспортування зріджених вуглеводневих газів із ряду штатів до центру фракціонування у техаському Монт-Белв’ю.
Зростання видобутку вуглеводнів внаслідок «сланцевої революції» створило потребу у нових маршрутах їх транспортування. При цьому зріджені вуглеводневі гази з багатьох штатів намагались спрямувати до розташованого на узбережжі Мексиканської затоки Монт-Белв’ю, котрий перетворився на найбільший у світі ЗВГ-хаб. Саме для цього призначений і введений в експлуатацію у 2013 році трубопровід Southern Hills NGL, котрий створили на основі перепрофілійованого продуктопроводу, викупленого у Conoco Phillips. Власниками нового проекту у рівних долях стали компанії DCP Midstream, Phillips 66 та Spectra Energy.
Southern Hills NGL має довжину у 800 миль. Він починається від газопереробного заводу National Helium  в канзаському окрузі Сюорд та на своєму шляху сполучений зі ще кількома ГПЗ, як то Moreland, Cimarron, Dover-Hennessey, Кінфішер, Chitwood та Sholem. Первісно пропускна здатність трубопроводу становила 150 тисяч барелів на добу, а до кінця 2018 року була доведена до 190 тисяч барелів.
В 2020-му очікується під’єднання до Southern Hills NGL трубопроводу White Cliffs, котрий доправлятиме суміш ЗВГ із штату Колорадо.